# أندرياس كالكير
أندرياس لودفيج كالكير هو مواطن ألماني مقيم في سويسرا كرّس نفسه لترويج وبيع محلول أطلق عليه اسم المكمل المعدني المعجزة (MMS)، والذي يمكن أن يسبب استخدامه ألمًا في البطن، وغثيانًا، وقيئًا، وإسهالًا، وتسممًا أو فشلًا كلويًا. أعلن كالكير عن المنتج كعلاج نهائي للسرطان والإيدز والتوحد والتهاب الكبد والسكري والتهاب المفاصل وجميع أنواع الأمراض، بالإضافة إلى مضادات الأكسدة المثالية. تم التحقيق مع كالكير ومقاضاته واعتقاله لهذا السبب. قبل انتقاله إلى سويسرا، عاش كالكير في إسبانيا لعدة سنوات.
في 24 أكتوبر 2018، تم القبض على كالكير في إيبيزا من قبل عملاء الحرس المدني الأسباني فريق مكافحة المخدرات والجريمة المنظمة لانتهاكه قوانين حماية الصحة العامة الإسبانية.
في عام 2018، دعت الكلية الرسمية لأطباء أليكانتي (COMA بالإسبانية) إلى مقاطعة حدث كاليكر للترويج لـ MMS، محذرة من خطر استهلاك المادة واستنكار أن المكمل المعدني المعجزة (MMS) «ليس أكثر من مبيض صناعي مخفف بنسبة 28٪ ومختلط بحمض الستريك»، الذي يمكن أن يؤدي تناوله إلى آثار ضارة، لكونه مادة محظورة في إسبانيا للاستهلاك البشري وأن قوتها العلاجية المزعومة لم تكن أكثر من رسالة احتيالية. تم إلغاء حدث الترويج من قبل الفندق الذي كان سيقام فيه والواقع على شاطئ سان خوان. بعد أن رفع كالكير دعوى قضائية ضد رئيسة الكلية الرسمية لأطباء أليكانتي (COMA) لتحذيرها بشأن الحدث، صدقت محكمة مقاطعة أليكانتي على عدم وجود مخالفة جنائية على تصريحاتها، معتبرة أن «الرئيسة تصرفت في ممارسة اختصاصاتها وأداء واجبها. لحماية صحة عامة الناس».
في عام 2019، بدأ المدعي العام الإسباني تحقيقًا اتهم فيه كالكر بارتكاب جريمة ضد الصحة العامة،أصلها شكوى تم رفعها في أكتوبر 2018 من قبل وزارة الصحة، والتي حذرت من «النشر والبيع» عبر الإنترنت لكلوريت الصوديوم.
في عام 2021، رفع محامٍ أرجنتيني دعوى قضائية ضد أندرياس كالكير بعد وفاة طفل يبلغ من العمر خمس سنوات في مقاطعة نيوكوين بعد أن تناول ثاني أكسيد الكلور، وهو مركب كيميائي روج له كالكير كعلاج لـفايروس كورونا (كوفيد 19).قدم المحامي شكوى إلى مكتب المدعي العام في الأرجنتين لارتكاب جرائم ضد الصحة العامة، بحجة أن المتهم «بطريقة احتيالية تمامًا وغير قانونية يبيع المادة المعنية، مما يعرض عددًا لا يحصى من مواطني الأرجنتين لخطر شديد.».